# Sojuz (veicolo spaziale)

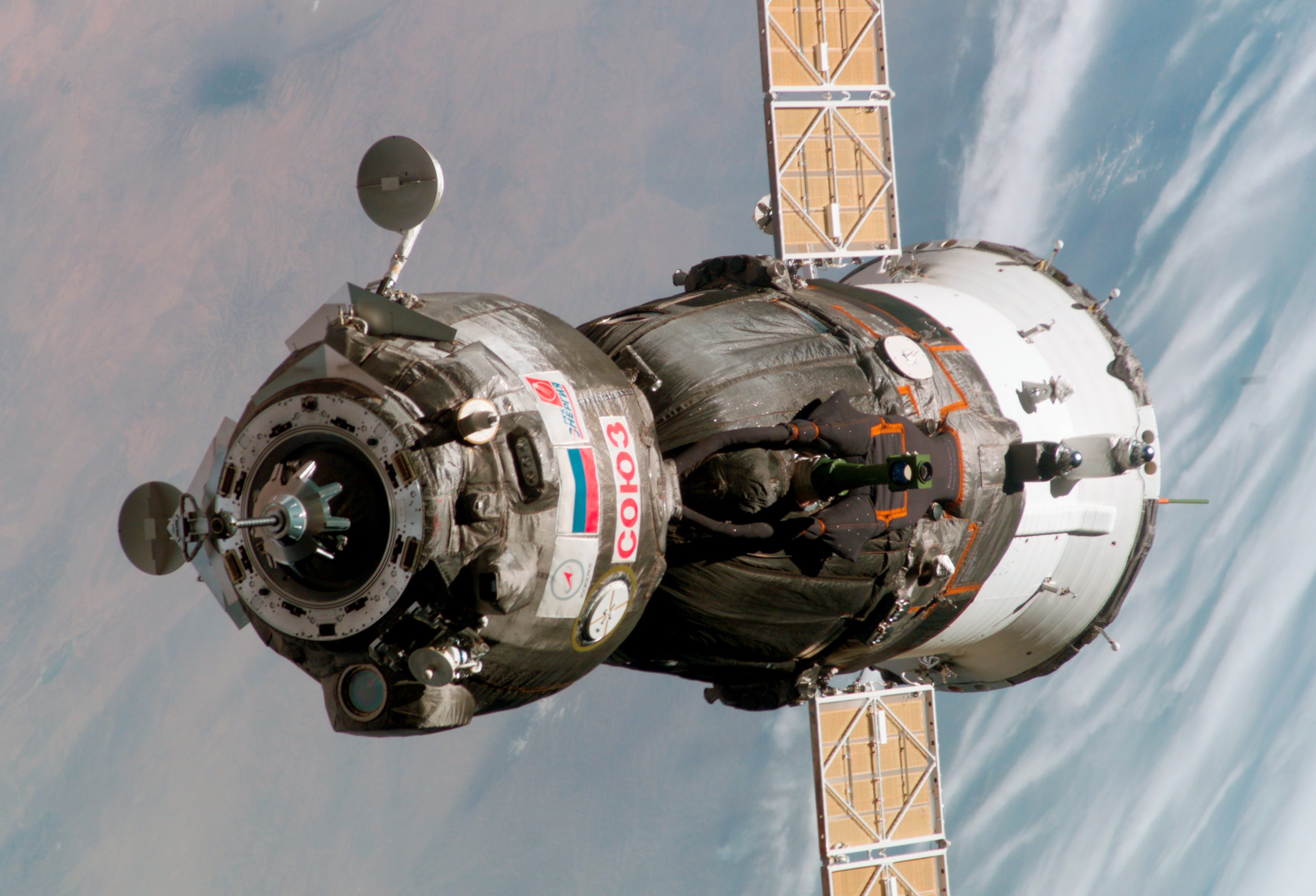
Sojuz TMA-6 si avvicina alla Stazione spaziale internazionale

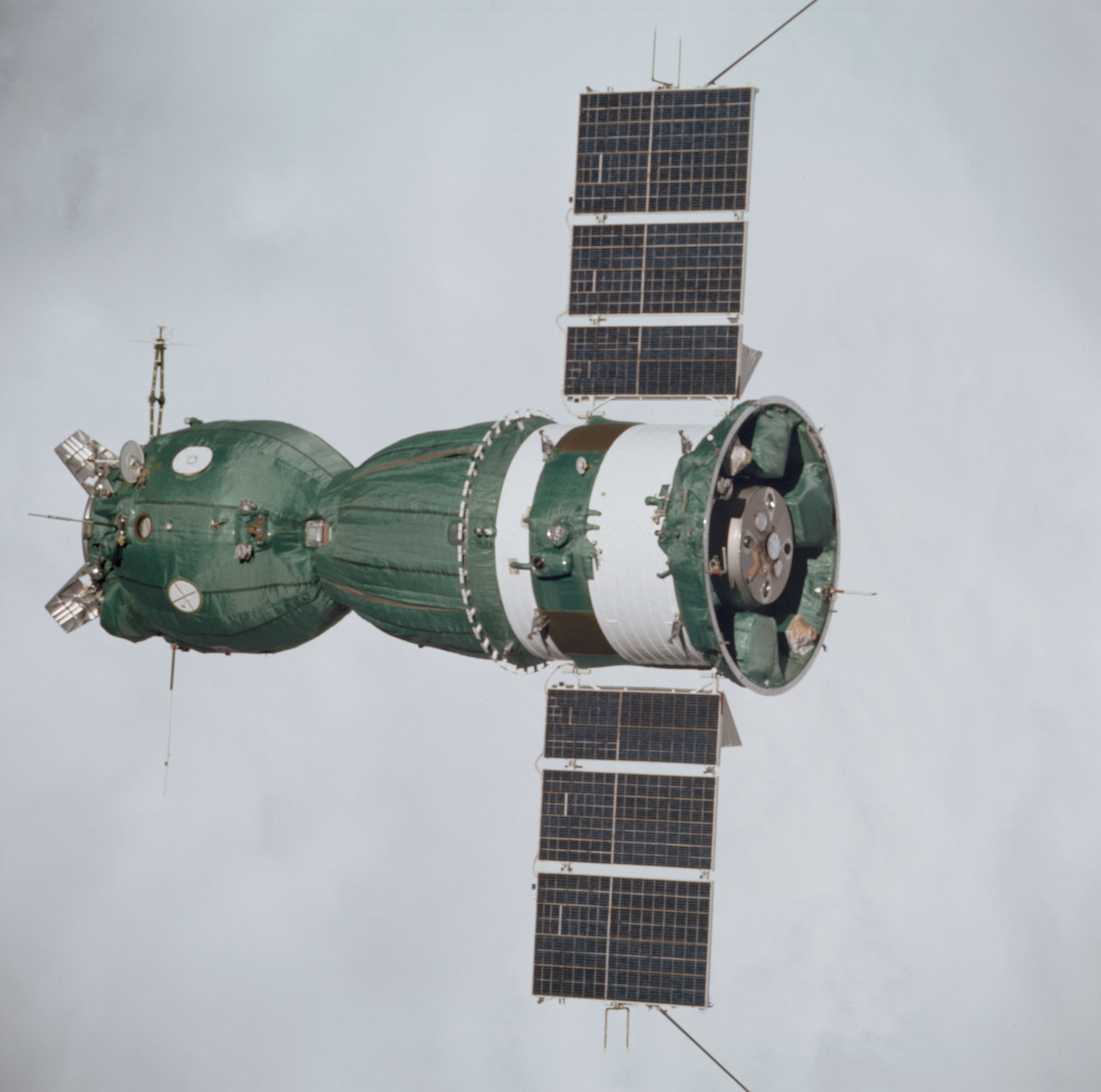
Sojuz 19 visto dall'Apollo CM

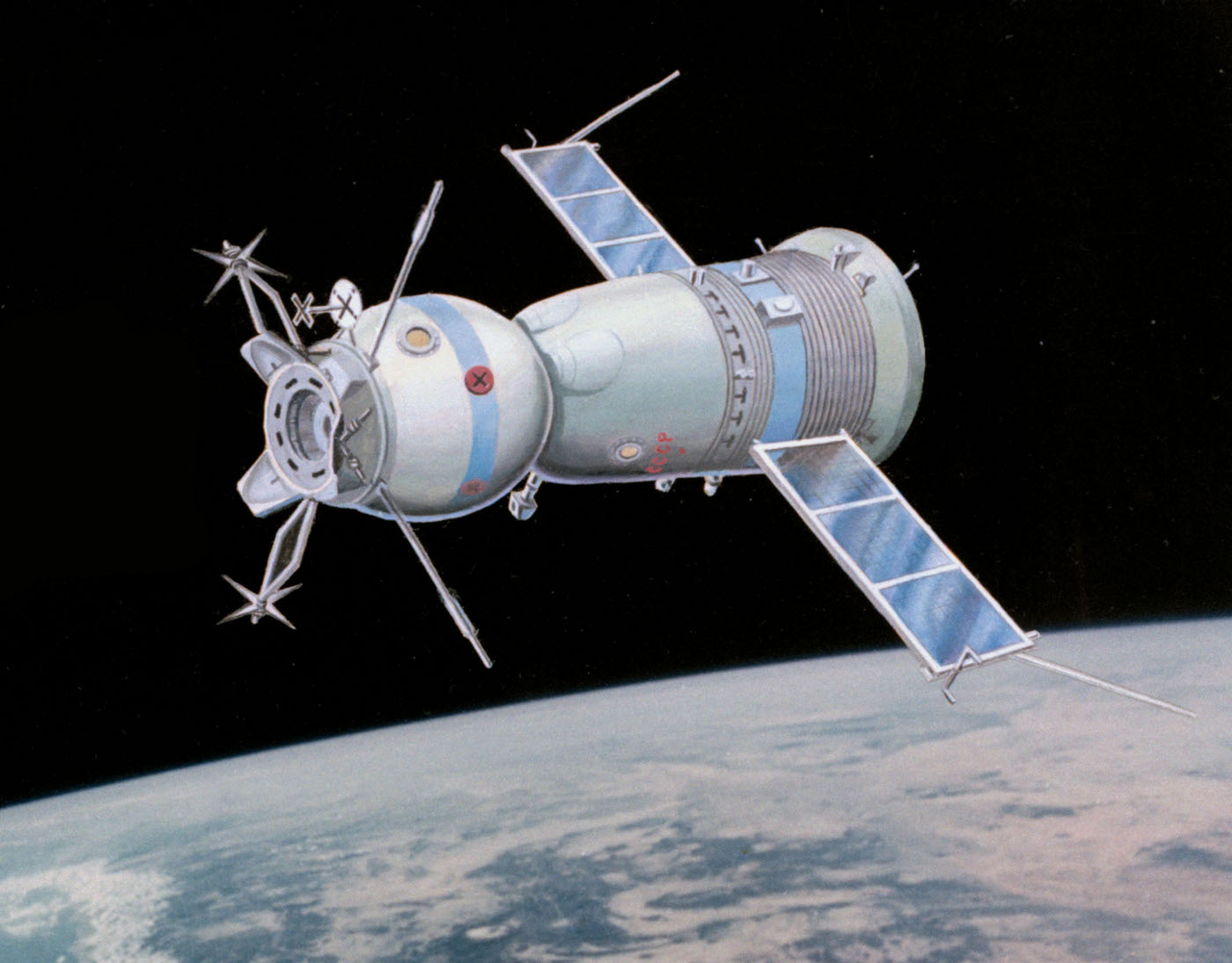
Disegno di una Sojuz dall'Apollo Sojuz Test Project (ASTP)

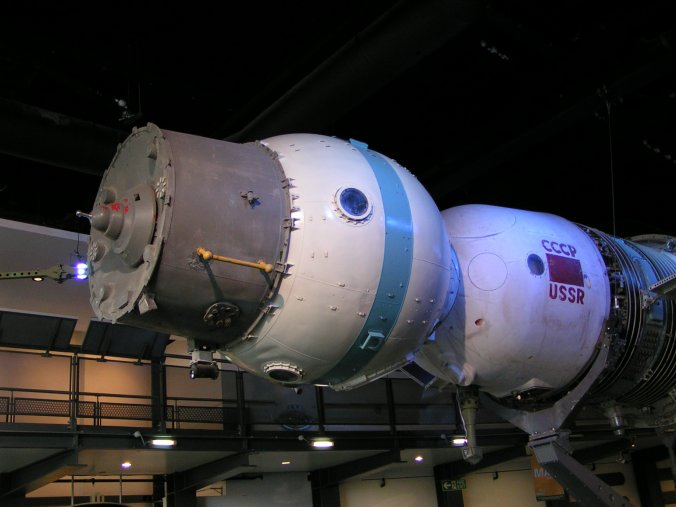
7K-OK Sojuz al National Space Centre, Leicester, Regno Unito

Sojuz (in russo Союз?, /sɐˈjus/, Unione) o, secondo la traslitterazione inglese, Soyuz è una serie di veicoli spaziali sviluppati da Sergej Pavlovič Korolëv per il programma spaziale dell'Unione Sovietica.
I Sojuz succedevano alle Voschod e utilizzavano parte del progetto precedente e inizialmente facevano parte del programma Luna. I veicoli spaziali erano lanciati dai lanciatori Sojuz e facevano parte del programma Sojuz e in seguito del programma Zond. In seguito furono utilizzati per trasportare in orbita gli astronauti alla stazione spaziale Saljut, Mir e alla Stazione spaziale internazionale. Il primo volo senza equipaggio del Sojuz si ebbe il 28 novembre 1966. Il primo volo con equipaggio si svolse il 23 aprile 1967, terminato con la morte del pilota Vladimir Komarov. Dal 2011, anno in cui è terminato il servizio degli Space Shuttle, la Sojuz è stata l'unico veicolo spaziale in grado di trasportare degli astronauti sulla Stazione spaziale internazionale, fino al primo volo con equipaggio della Dragon 2 nel 2020. Solitamente, le partenze avvengono dal cosmodromo di Bajkonur in Kazakistan.

## Progetto del veicolo spaziale
Un veicolo spaziale Sojuz è formato da tre parti: il modulo orbitale, la capsula di rientro e il modulo di servizio. Alloggiare gli strumenti in un modulo orbitale che non deve rientrare nell'atmosfera permette di aver a disposizione molto spazio dato che non vi deve essere scudo termico o altre attrezzature atte a rallentare la discesa nell'atmosfera. Il modulo di comando dell'Apollo forniva 6 m³ di spazio per gli astronauti per una massa di 5.000 kg. Il modulo Sojuz forniva 9 m³ di spazio per gli astronauti, più il modulo di servizio con la stessa massa dell'Apollo.
Il Sojuz poteva trasportare tre cosmonauti e provvedere alla loro vita per 30 giorni-uomo. Il supporto vitale provvedeva a fornire azoto e ossigeno all'atmosfera interna del veicolo come fosse al livello del mare. L'atmosfera veniva rigenerata con dei cilindri K2O che assorbivano la maggior parte della CO2 e del vapore acqueo e generavano l'ossigeno. La parte rimanente di CO2 era assorbita da cilindri di LiOH che producevano ossigeno.
Il veicolo è protetto da uno scudo che viene sganciato una volta superata l'atmosfera. Il veicolo è dotato di un sistema di aggancio automatico, è in grado di operare autonomamente o tramite controllo di un pilota o tramite controllo da terra.
Anteriormente si trova il modulo orbitale di forma quasi sferica. Alloggia le apparecchiature per gli esperimenti e tutto quello che non sarà necessario per il rientro come le macchine fotografiche, il carico e altro. Contiene il portellone di aggancio orbitale e può essere isolato dal modulo di discesa se necessario. In caso di necessità può fungere da chiusa d'aria durante la discesa.
Il modulo di discesa è utilizzato per il rientro in atmosfera sulla Terra. È coperto da un rivestimento termo-resistente che protegge il modulo durante il rientro. Viene rallentato inizialmente in atmosfera da dei paracadute che in seguito lasciano il posto al paracadute principale che rallenta ulteriormente la navetta. A 1 m da terra si attivano dei retrorazzi a propellente solido che permettono un atterraggio morbido del modulo. I requisiti iniziali di progetto prevedevano una geometria del modulo di rientro che sfruttasse al massimo lo spazio utile. La soluzione migliore è la sfera ma la sfera non consente un buon rientro in atmosfera dato che permette solo un rientro balistico, cioè un rientro che sfrutta solamente la resistenza dell'aria per dissipare l'energia. I rientri balistici sottopongono l'equipaggio e la navicella a delle brusche decelerazioni, forti sollecitazioni termiche e non possono essere controllati. Si decise quindi di realizzare un modulo di rientro a semisfera collegato ad un cono con angolo di 7° (forma detta a faro). La sezione sferica sarebbe stata utilizzata per lo scudo termico. Questa figura geometrica permette di dissipare bene l'energia dovuta all'attrito e una distribuzione diseguale dei pesi permette a parte dell'energia termica di disperdersi sui lati inferiori. Il nome della geometria fu scelto in un periodo in cui quasi tutti i fari erano circolari.
Nella parte posteriore del veicolo si trova il modulo di servizio. È un modulo pressurizzato con una forma simile a quella di una lattina rigonfia e al suo interno contiene il pannello di gestione della corrente, la radio a lunga distanza, il controllo temperatura, la telemetria radio e gli strumenti per il controllo dell'assetto del veicolo. La parte non pressurizzata contiene il motore principale e i pezzi di ricambio. Contiene anche i serbatoi per il sistema di propulsione per le manovre spaziali e il rientro a Terra. Fuori dalla navicella si trovano tre piccoli motori per regolare l'orientamento in orbita, i sensori che rilevano la posizione del Sole e i pannelli solari che si orientano a seconda della rotazione del Sole.
Veicolo spaziale Soyuz
Modulo orbitale (A)
1 meccanismo di aggancio,
2 antenna Kurs,
4 antenna Kurs,
3 antenna per la trasmissione televisiva,
5 macchina fotografica,
6 portello
Modulo di rientro (B)
7 comparto paracadute,
8 periscopio,
9 oblò,
11 scudo termico
Modulo di servizio (C)
10 e 18 motori di controllo di assetto,
21 serbatoio ossigeno,
12 sensore della Terra,
13 sensore del Sole,
14 punto di aggancio dei pannelli solari,
16 antenna Kurs,
15 sensore termico,
17 propulsione principale,
20 serbatoio del carburante,
19 antenna di comunicazione

## Le molte versioni del Sojuz

### Sojuz 7K-OK (1967-70)
La prima generazione di Sojuz progettata per il volo umano era denominata 7K-OK. Essa comprese le missioni dalla Sojuz 1 alla Sojuz 9. Poteva supportare tre cosmonauti in un ambiente pressurizzato. Sebbene fosse dotata di un portello questo era passivo e permetteva solamente l'unione di due navicelle. Se un astronauta avesse voluto transitare in un'altra navicella avrebbe dovuto indossare la tuta spaziale, cosa che in effetti avvenne quando i cosmonauti passarono dal Sojuz 4 al Sojuz 5. Questa navicella era sviluppata per viaggiare intorno alla Luna.

### Sojuz 7K-L1 (1968-70)
La 7K-L1 era progettata per portare degli uomini dalla Terra in orbita lunare. Era basata sul modello 7K-OK ma molti componenti esterni erano scoperti per ridurre il peso. La modifica maggiore era la rimozione del modulo orbitale (spazio aggiuntivo a disposizione per gli equipaggiamenti) e il paracadute di riserva. Era la maggior speranza russa per il volo intorno alla Luna. Test nel programma Zond dal 1968 al 1970 portarono guasti a ripetizione nei sistemi di rientro della navicella. L'obiettivo venne abbandonato quando erano rimasti due 7K-L1.

### Sojuz 7K-LOK (1968-1970)
Era progettata per portare degli uomini che dovevano sbarcare sulla Luna. Rispetto alle versioni 7K-OK e 7K-L1, il modulo orbitale aveva un sistema di aggancio ed una cupola per facilitare le operazioni di attracco del modulo lunare LK; il modulo di discesa per il ritorno sulla Terra era più pesante; il modulo di servizio era più potente e aveva una maggiore capacità di stoccaggio del combustibile, per permettere l'effettuazione delle manovre di entrata ed uscita dall'orbita lunare. La missione non venne effettuata per il fallimento del razzo vettore N1.

### Sojuz 7K-OKS (1971-72)
Il nuovo veicolo si chiamava 7K-OKS. Era disegnato per attraccare ad una stazione spaziale Salyut e aveva un portellone di aggancio per permettere il transito tra due veicoli. Ha volato solo due volte, per portare i cosmonauti sulla Salyut. Durante il rientro della seconda missione, il Sojuz 11 si è depressurizzato uccidendo i membri dell'equipaggio.

### Sojuz 7K-T (1973-81)
La completa riprogettazione della navicella portò alla 7K-T. Questa versione eliminava il posto di un astronauta in modo da consentire agli altri due di indossare le tute spaziali durante la partenza ed il rientro. I pannelli solari vennero rimpiazzati con batterie, questo ridusse la durata dei voli a due giorni.
Una versione modificata era il Sojuz 13, che invece di avere il portellone di aggancio era munita di una fotocamera astrofisica Orion 2 per ottenere immagini della Terra e del cielo.
Un'altra versione modificata era la 7K-T/A9, usata per volare fino alla stazione spaziale militare Almaz. Era dotata di un sistema di controllo remoto per la stazione spaziale e di un nuovo sistema dei paracadute; le altre modifiche sono tuttora classificate e quindi ignote.
Questa generazione fu usata dalla missione Sojuz 12 alla missione Sojuz 40.

### Sojuz T (1976-86)
Il Sojuz ASTP venne progettato durante il programma test Apollo-Sojuz. Le modifiche sono state suggerite dagli americani e servivano ad innalzare il livello di sicurezza dei veicoli. Il Sojuz ASTP era dotato di nuovi pannelli solari che incrementavano la durata della missione, di un connettore di aggancio universale a differenza del connettore maschio usato precedentemente. Inoltre si decise di ridurre la pressione a 0,68 atmosfere (69 kPa) prima dell'aggancio con l'Apollo. L'ultimo volo di questa versione fu con il Sojuz 22 e in quel caso si sostituì il connettore universale con una macchina fotografica.
La nuova riprogettazione portò al Sojuz T. Vennero migliorati i pannelli solari in modo da poter estendere la missione. Venne utilizzato il nuovo sistema di rendezvous Igla e un nuovo sistema di manovra venne installato sul modulo di servizio.

### Sojuz TM (1986-2003)
Il Sojuz TM venne prodotto nel 1986 per trasportare i membri dell'equipaggio nella stazione spaziale Mir. Rispetto alla versione T veniva introdotto un nuovo sistema di aggancio e di rendezvous. Un nuovo apparato di comunicazione radio, un nuovo sistema di emergenza, un nuovo sistema di paracadute atterraggio e un nuovo motore. Il nuovo sistema Kurs di rendezvous e il nuovo sistema di aggancio permetteva al Sojuz TM di manovrare indipendentemente dalla stazione spaziale che non era più costretta ad eseguire manovre speculari al Sojuz per consentirne l'aggancio.

### Sojuz TMA (2003-2011)
Una versione leggermente modificata, il Sojuz TM. Le principali modifiche sono state richieste dall'agenzia spaziale americana NASA. Le modifiche inclusero maggior spazio per l'equipaggio e un migliore sistema dei paracadute. È inoltre il primo veicolo non riutilizzabile dotato di glass cockpit ovvero di un pannello strumenti formato principalmente da display LCD e non più da strumenti analogici.

### Sojuz TMA-M (2010-2016)
Si tratta di un lieve aggiornamento della versione TMA. In particolare prevede la sostituzione di 36 dispositivi ormai obsoleti con 19 di nuova generazione, con un risparmio di circa 70 kg di peso. Di particolare importanza è la sostituzione del vecchio computer di bordo Argon e di altri apparati analogici utilizzati da oltre 30 anni con un nuovo computer di bordo, il TsVM-101, e con avionica digitale.

La versione TMA-M è stata utilizzata per la prima volta con la missione Sojuz TMA-01M, lanciata il 7 ottobre 2010.

### Sojuz MS (2016-...)
La Sojuz MS è l'ultimo aggiornamento programmato della capsula. Il suo primo lancio è avvenuto il 7 luglio 2016 per portare sulla ISS la Expedition 48. I principali aggiornamenti a bordo sono:
- pannelli solari più efficienti
- un diverso posizionamento dei motori vernieri utilizzati per il controllo d'assetto e le manovre d'attracco in modo da garantire la loro ridondanza durante le accensioni previste per l'attracco e il rientro a Terra
- il nuovo sistema Kurs NA per l'avvicinamento e l'attracco alla Stazione Spaziale, che pesa la metà e consuma un terzo di potenza del vecchio sistema
- due nuovi computer di bordo TsVM-101, che pesano circa un ottavo (8.3 kg contro 70 kg) e sono più piccoli dei computer Argon-16 precedentemente utilizzati[7]
- un sistema digitale unificato per il controllo e la telemetria (MBITS) per trasmettere i dati telemetrici via satellite e controllare il veicolo quando questo non sia in vista delle stazioni di terra russe; il sistema fornisce anche all'equipaggio la posizione della navicella quando questa non è in grado di comunicare con le stazioni di terra russe
- sistemi di localizzazione GLONASS/GPS e Cospar-Sarsat per fornire una migliore posizione durante le operazioni di ricerca e soccorso dopo un atterraggio

## Navette derivate da Sojuz

### Progress
Il cargo Progress è derivato direttamente dal Sojuz e venne progettato come navetta di rifornimento per le prime stazioni spaziali russe. Attualmente, in specifiche versioni opportunamente aggiornate, viene utilizzato per trasportare rifornimenti alla Stazione spaziale internazionale.
Il Cargo Progress M12-M partito dalla base di Baikonur in Kazakistan è precipitato il giorno 24 agosto 2011 (ore 15.00 ora italiana) in una zona remota della Siberia. È stato il primo problema del genere in un cargo russo dal 1978, i precedenti 43 lanci si erano svolti senza intoppi.
Le missioni sono poi riprese regolarmente con il Progress M13-M il 30 ottobre 2011.

### Soyuz GVK
La Soyuz GVK è una versione senza equipaggio che verrà utilizzata per rifornire la stazione spaziale Internazionale. A differenza delle capsule progress è progettata per riportare cargo ed esperimenti sulla terra. 
Il primo lancio è previsto per il 2022.

### Altri derivati
Il veicolo spaziale cinese Shenzhou è stato profondamente influenzato dal progetto del Sojuz.

## Il futuro della Sojuz
Nel 2004 l'Agenzia Spaziale Russa annunciò che il Sojuz sarebbe stato rimpiazzato all'inizio del 2011 dalla navetta Kliper, tuttavia le Sojuz saranno usate ancora per diversi anni in quanto il progetto Kliper si è poi arenato per mancanza di fondi. Nel 2009 l'Agenzia Spaziale Russa ha annunciato che il futuro sostituto del Sojuz sarà il Perspektivnaja Pilotiruemaja Transportnaja Sistema, noto anche con il nomignolo "Rus".